# Vernehmung
Die Vernehmung (veraltet: Verhör; englisch interrogation) ist unter anderem im Strafprozessrecht die von Strafverfolgungsbehörden und Strafgerichten durchgeführte Befragung von Beschuldigten, Zeugen oder Sachverständigen zur Aufklärung eines Tatherganges oder im Zivilprozessrecht die vom Gericht durchgeführte Befragung von Klägern, Beklagten, Zeugen oder Sachverständigen zur Aufklärung des Sachverhaltes. Vernehmungen finden auch in anderen Verfahrensformen statt.
Im militärischen Bereich steht daneben die Befragung durch militärische Feldnachrichtenkräfte zur Informationsgewinnung im militärischen Nachrichtenwesen.

## Deutschland
Anders als die Anhörung dient die Vernehmung des Zeugen nicht der Gewährung rechtlichen Gehörs, sondern der Ermittlung des maßgeblichen Sachverhalts durch Frage und Antwort. Im Rahmen der ersten Beschuldigtenvernehmung (§ 136 StPO), deren Vorgaben auch von den Bediensteten der Polizei einzuhalten sind (§ 163a Abs. 4, S. 2 StPO), wird dem Vernommenen jedoch auch rechtliches Gehör gewährt. Der Beschuldigte ist bei seiner eigenen Vernehmung daher sowohl Rechtssubjekt (als Anlass der Ermittlungen) als auch Rechtsobjekt (als Beweismittel) des Verfahrens, was ein rechtliches Spannungsfeld erzeugt.
Vernehmungen sind eine auf Rechtsvorschriften beruhende Methode der Beweiserhebung und eine nach taktischen Gesichtspunkten geführte Kommunikation zur Erlangung möglichst der Wahrheit entsprechender Aussagen (vgl. Legalitätsprinzip). Sehr häufig ist in diesem Zusammenhang eine Befragung eines Beschuldigten, Betroffenen oder Zeugen durch Beamte der Strafverfolgungsbehörden in einem Strafprozess oder in einem Ordnungswidrigkeitsverfahren im Rahmen des Ersten Angriffs erforderlich. Die Vernehmung stellt keinen „gewöhnlichen“ juristischen Akt dar, sondern ist als Kommunikationsvorgang eine besondere Sozialhandlung. Daher ist sie nicht allein auf Informationsaustausch ausgerichtet, sondern dient auch der Demonstration von Macht und Einfluss seitens der Ermittlungsorgane.
In der Rechtswissenschaft ist die Vernehmung das Befragen durch eine Behörde zu einem Untersuchungs- bzw. Verfahrensgegenstand. Eine gesetzliche Legaldefinition gibt es nicht. Der Bundesgerichtshof (BGH) versteht unter einer strafrechtlichen Vernehmung „eine Befragung, die von einem Amtswalter eines Strafverfolgungsorgans in amtlicher Funktion mit dem Ziel der Gewinnung einer Aussage durchgeführt wird“. Dieser so genannte „formelle Vernehmungsbegriff“ überwiegt in der Praxis. Eine andere, beschuldigtenfreundlichere Auffassung fasst unter die Vernehmung hingegen jede Befragung, die darauf gerichtet ist, dem Befragten Informationen zu entlocken, so dass nach dieser Auffassung auch nicht öffentlich ermittelnde Beamte der Polizei oder verdeckte Ermittler eine offizielle Vernehmung vornehmen können („funktionaler“ bzw. „materieller Vernehmungsbegriff“). Dadurch sind auch für diese Fälle die erforderlichen Belehrungen vor der Aussage zu erteilen.
Die Befragung von Zeugen, Sachverständigen sowie des Beschuldigten (im Ordnungswidrigkeitenverfahrensrecht: Betroffenen), Angeschuldigten bzw. Angeklagten ist eine Art der Beweiserhebung. Vor Gericht können Zeugen oder Sachverständige verpflichtet werden, unter Eid auszusagen. Eidliche und uneidliche Falschaussagen sind in Deutschland strafbewehrt. Eine besondere Situation stellt die gerichtliche Vernehmung eines Verfolgten im Zusammenhang mit einem Auslieferungsersuchen gemäß § 28 Gesetz über die internationale Rechtshilfe in Strafsachen dar.
Hiervon abzugrenzen sind nicht hoheitliche, von Unternehmen geleitete anlassbezogene Sachverhaltsaufklärungen (sog. internal investigations), die durch Befragung von Mitarbeitern (englisch: interviews) durchgeführt werden. Sowohl die Pflicht der Mitarbeiter zur Aussage als auch die Verwertung der hieraus gewonnenen Erkenntnisse in einem späteren Strafverfahren sind umstritten.

## Arten
Jede Vernehmung in Ermittlungsverfahren besteht aus den Teilen „Vernehmung zur Person“ und „Vernehmung zur Sache“. Letztere ist in vielen Ländern der Welt freiwillig, da Beschuldigten ein Aussageverweigerungsrecht zusteht und sich nach dem römisch-rechtlichen Grundsatz „Niemand ist verpflichtet, sich selbst anzuklagen“ (lateinisch nemo tenetur se ipsum accusare) selbst belasten muss. Bei der Vernehmung zur Person sind in Deutschland die Angaben zur Identität wie Familienname, Geburtsname, Vorname, Geburtsdatum, Geburtsort, Familienstand, Staatsangehörigkeit, Beruf und Wohnanschrift obligatorisch (§ 163b StPO). Ein Verstoß durch falsche Angaben oder die Verweigerung dieser Angaben ist tatbestandsmäßig eine Ordnungswidrigkeit gemäß § 111 OWiG.

## Rechtsfragen
Vernehmungen gibt es in allen förmlichen Verfahren vor Gerichten oder Polizeibehörden. Die häufigsten Anwendungsbereiche sind die polizeiliche und die gerichtliche Vernehmung.
Eine Vernehmung kommt im Ermittlungsverfahren durch Polizei und Staatsanwaltschaft oder den Ermittlungsrichter ebenso vor, wie im anschließenden gerichtlichen (Hauptsache-)Verfahren. Auch in Zivilprozessen, Verfahren vor dem Verwaltungsgericht oder
auch einem Anwaltsgericht sind Vernehmungen im Rahmen der Beweisaufnahme vorgesehen.
Wesentliche Aussagen oder sämtliche Aussagen werden in der Regel in Schriftform protokollarisch oder aber im Wortlaut festgehalten.

### Strafprozess
In Deutschland gelten für Vernehmungen im Buß- und Strafverfahrensrecht die Strafprozessordnung (StPO), als Transformationsvorschrift bei Ordnungswidrigkeiten auch das Gesetz über Ordnungswidrigkeiten (OWiG) und als befugnisnormergänzende Vorschrift jeweils auch die Europäische Menschenrechtskonvention. Die Aussage bei Vernehmungen stellt später im Gerichtsverfahren einen Personenbeweis dar und gibt kriminalistische Ermittlungsansätze für die Klärung eines Falles oder anderer ungelöster Fälle.
Beruht der Beweis einer Tatsache auf der Wahrnehmung einer Person, so ist diese in der Hauptverhandlung zu vernehmen (§ 250 StPO). Dabei darf die Vernehmung nicht durch Verlesung des über eine frühere Vernehmung aufgenommenen Protokolls oder einer Erklärung ersetzt werden. Vor dem Erlass eines Strafbefehls bedarf es keiner Anhörung des Angeschuldigten durch das Gericht (§ 407 Abs. 3 StPO).

#### Belehrung
Belehrungen sind im Ermittlungsverfahren und in der gerichtlichen Hauptverhandlung von Amts wegen vorzunehmen, bevor die erste Vernehmung durch Polizei und Staatsanwaltschaft stattfindet (§ 163a Abs. 3 StPO). Damit werden die in § 136 StPO vorgesehenen Belehrungen schon bei der ersten Vernehmung im Ermittlungsverfahren notwendig. Die Belehrung muss Hinweise darüber enthalten, dass
- es dem Beschuldigten freisteht, sich zur Beschuldigung zu äußern oder nicht zur Sache auszusagen,
- er jederzeit, auch schon vor einer Vernehmung, einen Verteidiger befragen darf,
- er zu Entlastung einzelne Beweiserhebungen beantragen kann,
- eine Selbstbelastung wegen begangener Straftaten oder Ordnungswidrigkeiten nicht erzwingbar ist und deshalb jede Aussage verweigert werden darf.

Macht ein Beschuldigter von seinem Schweigerecht Gebrauch, darf dies nicht bei der Beweiswürdigung gegen ihn verwertet werden. Ein Teilschweigen ist hingegen nach herrschender Meinung gegen ihn verwertbar.
Erst im Februar 1992 gab der BGH seine bisherige Rechtsprechung auf und führte nunmehr ein Beweisverwertungsverbot ein, wonach vor der Vernehmung eines Beschuldigten die Belehrungspflicht wahrgenommen werden muss, weil ansonsten die Einlassungen des Beschuldigten nicht verwertet werden dürfen. Das hat zur Folge, dass alle vorhandenen Beweise ohne vorherige Belehrung im Verfahren nicht verwendet werden dürfen.
Spätestens zu diesem Zeitpunkt muss der Beschuldigte darüber in Kenntnis gesetzt werden, dass er sich am Beginn eines Ermittlungsverfahrens, das gegen ihn selbst gerichtet ist, wiederfindet, welches in einer Anklageerhebung enden kann (§ 170 Abs. 1 StPO). Unterbleiben die Belehrungen über das Recht auf Aussagefreiheit und Verteidigerkonsultation, so ist die Aussage unter Umständen für ein Gerichtsverfahren unverwertbar. Sofern ein Beweisverwertungsverbot gegeben ist, muss der anwaltlich vertretene (oder seitens des Gerichts auf die Möglichkeit eines Widerspruchs hingewiesene) Angeklagte jedoch der Verwertung in der Hauptverhandlung rechtzeitig widersprechen, da ansonsten gemäß der Widerspruchslösung des BGH die Verwertung doch möglich ist. Ferner kann ein solcher Beweiserhebungsfehler durch die sog. qualifizierte Belehrung geheilt werden. Hier muss der Beschuldigte darüber aufgeklärt werden, dass seine bisherigen Aussagen nicht verwertet werden können, eine Belehrung muss erfolgen und der Beschuldigte kann in Kenntnis der Nichtverwertbarkeit eine erneute Aussage machen.
Der Vernommene darf über einen Rechtsbeistand oder einen Verteidiger Akteneinsicht nehmen (§ 147 StPO, für den Verletzten § 406e StPO), wenn die Ermittlungen abgeschlossen sind (§ 169a StPO). Der Rechtsanwalt oder Rechtsbeistand erhält auf Antrag jedoch bereits im laufenden Verfahren Akteneinsicht, um sich von den Vorwürfen und der Aussicht (Beweislage) ein Bild machen zu können und im Ermittlungs- oder Gerichtsverfahren argumentieren zu können.

#### Beteiligte der Vernehmung
Die StPO enthält Vorschriften darüber, wann ein Beschuldigter zu vernehmen ist (§ 115 Abs. 2 StPO, § 163a Abs. 1 StPO, § 243 Abs. 2 und Abs. 5 StPO), durch wen (§ 163 Abs. 3 StPO, § 163a Abs. 3 StPO, § 243 Abs. 2 und Abs. 5 StPO) und welche Regeln dabei zu beachten sind (vor allem § 136 Abs. 1 StPO). Die Aufgabe der Vernehmung wird durch Staatsanwaltschaft (§ 163a Abs. 3 StPO), Polizei (§ 163a Abs. 4 StPO) sowie richterliche Vernehmung (§ 136 StPO) wahrgenommen. Der Beschuldigte muss einer polizeilichen Vorladung nicht Folge leisten, bei der Staatsanwaltschaft und vor Gericht muss er erscheinen.
Außer dem Beschuldigten sind auch Zeugen (§ 48 StPO) und etwaige Sachverständige (§ 72 StPO) zu vernehmen. Zeugen haben gemäß § 48 Abs. 1 StPO die Pflicht auszusagen, wenn keine im Gesetz zugelassene Ausnahme (Zeugnisverweigerungsrechte gemäß §§ 52 ff. StPO, Auskunftsverweigerungsrechte nach § 55 StPO) vorliegt. Die Zeugen sind einzeln und in Abwesenheit der später zu hörenden Zeugen zu vernehmen (§ 58 StPO). Für Sachverständige sind die Vorschriften über Zeugen entsprechend anzuwenden (§ 72 StPO).
Bei der Vernehmung sind durch den Vernehmenden die beweiserheblichen Delikts-Tatbestände herauszuarbeiten, die Täterschaft und Teilnahme zu erforschen sowie die Vorbereitungs- und Vollendungshandlungen zu erschließen. Hierbei kann der Vernommene auf Widersprüche seiner Aussagen hingewiesen, Täterwissen abgefragt oder Beziehungen zum Opfer erörtert werden. Ferner kann das Alibi überprüft und hinterfragt werden. Bei Verständnisschwierigkeiten ist ein Dolmetscher hinzuzuziehen, um ein faires Verfahren sowie das rechtliche Gehör zu gewährleisten. Eine Zeugenvernehmung vor Gericht (zur Person und Sache) und eine Vernehmung eines Angeschuldigten/Betroffenen (nur zur Sache) ist jedoch außer im Falle eines Aussageverweigerungsrechts oder Vernehmungsunfähigkeit Pflicht.

#### Zeugenvernehmung
Zeugenvernehmungen sind ein wichtiger Teil der Beweisaufnahme im Rechtswesen und umfassen die Herbeiführung einer Zeugenaussage, die einer festgelegten Reihenfolge unterliegt. Die Vernehmung beginnt mit einer Einführung in den Sachverhalt, gefolgt von einer Belehrung des Zeugen über seine Zeugnis- und Auskunftsverweigerungsrechte sowie gegebenenfalls einer Vereidigung. In einer richterlichen Vernehmung wird der Zeuge zusätzlich über die Folgen einer wahrheitswidrigen Aussage belehrt. Die Vernehmung selbst besteht aus einer Vernehmung zur Person (§ 68 StPO) und einer Vernehmung zur Sache (§ 69 StPO).
Relevante Informationen für die Vernehmung sind Kenntnisse, die der Zeuge selbst wahrgenommen hat, während eigene Beurteilungen oder Wertungen unwichtig sind. Bei der Zeugenvernehmung sollen Fragen nach entehrenden Tatsachen, nach Vorstrafen oder Umständen aus dem persönlichen Lebensbereich des Zeugen oder seiner Angehörigen nur gestellt werden, wenn sie unerlässlich sind (§ 68a StPO). Auch kann zum Schutz der Privatsphäre des Zeugen die Öffentlichkeit ausgeschlossen werden (§ 171b Gerichtsverfassungsgesetz). Eine Gegenüberstellung mit anderen Zeugen oder mit dem Beschuldigten im Vorverfahren ist allerdings zulässig, falls es für das weitere Verfahren geboten erscheint (§ 58 Abs. 2 StPO). Bestimmten Zeugen steht aus persönlichen oder beruflichen Gründen ein Zeugnisverweigerungsrecht oder zumindest ein Auskunftsverweigerungsrecht zu bestimmten Fragen zu (§ 52 StPO, Zeugnisverweigerungsrecht der Angehörigen des Beschuldigten).
Grundsätzlich müssen Zeugenvernehmungen einzeln erfolgen, nur in Ausnahmefällen ist eine Gegenüberstellung zulässig, wenn es für das weitere Verfahren geboten erscheint. Um die Privatsphäre des Zeugen zu schützen, kann die Öffentlichkeit ausgeschlossen werden.
In einem Ermittlungsverfahren haben Zeugen auf Ladung von Ermittlungspersonen der Staatsanwaltschaft die Pflicht zu erscheinen und zur Sache auszusagen, wenn der Ladung ein Auftrag der Staatsanwaltschaft zugrunde liegt (§ 163 Abs. 3 StPO Aufgaben der Polizei im Ermittlungsverfahren).

### Zivilprozess
Gemäß § 395 Abs. 1 ZPO wird der Zeuge vor der Vernehmung zur Wahrheit ermahnt und darauf hingewiesen, dass er in den vom Gesetz vorgesehenen Fällen unter Umständen seine Aussage zu beeidigen habe. Jede Vernehmung eines Zeugen besteht aus den Teilen „Vernehmung zur Person“ (§ 395 Abs. 2 ZPO) und „Vernehmung zur Sache“ (§ 396 Abs. 1 ZPO). Das Gericht kann auch ohne Antrag einer Partei und ohne Rücksicht auf die Beweislast gemäß § 448 ZPO die Vernehmung einer Partei von Amts wegen anordnen. Die Vernehmung einer Partei ist durch Beweisbeschluss anzuordnen (§ 450 Abs. 1 ZPO).

### Ordnungswidrigkeiten
Ausreichend ist im Ordnungswidrigkeitenverfahren nach § 55 Abs. 1 OWiG eine Anhörung des Betroffenen, eine Vernehmung richtet sich nach § 46 Abs. 1 OWiG. Der Betroffene darf vor seiner Vernehmung einen Verteidiger hinzuziehen (§ 55 Abs. 2 OWiG). Die Vernehmung eines Zeugen, Sachverständigen oder Mitbetroffenen darf durch Verlesung von Niederschriften über eine frühere Vernehmung sowie von Urkunden, die eine von ihnen stammende schriftliche Äußerung enthalten, ersetzt werden (§ 77a Abs. 1 OWiG). Haben die Ermittlungen der Verwaltungsbehörde nicht die Erkenntnis verschafft, dass der Betroffene eine verfolgbare Ordnungswidrigkeit begangen hat, wird das Verfahren eingestellt (§ 46 Abs. 1 OWiG).

### Sonstige Verfahren
Untersuchungsausschüsse des Deutschen Bundestages und der Landtage können jeden Beteiligten oder Zeugen vorladen und vernehmen. Hierbei kann die Öffentlichkeit ausgeschlossen werden. Das Untersuchungsausschussgesetz (PUAG) verweist hier häufig auf die Regelung aus der Strafprozessordnung, z. B. § 23, § 24 PUAG.
Auch im Verwaltungsrecht gibt es verschiedene Arten von Vernehmungen, z. B. die eidliche Vernehmung eines anderen als eines Beteiligten gemäß § 94 Abgabenordnung. Vor Aussetzung der Wehrpflicht in Deutschland 2011 spielte die Vernehmungen von Zeugen und Sachverständigen zur Überprüfung der Verfügbarkeit eines anerkannten Kriegsdienstverweigerers gemäß § 20 Zivildienstgesetz (ZDG) eine Rolle.

## Vernehmungspraxis

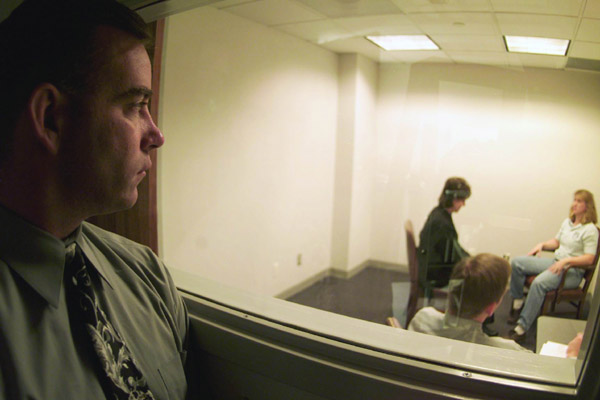
Polizeiliche Vernehmung, beobachtet durch einen Einwegspiegel

Die Praxis der Vernehmung ist ein Teil der Kriminalistik. Die Vernehmung dient gemäß § 244 Abs. 2 StPO zur Erforschung der Wahrheit. Üblicherweise ist die Vernehmung in drei Teile gegliedert. Im ersten Teil erhält der zu Vernehmende Gelegenheit zusammenhängend zu berichten, danach werden ihm Fragen gestellt. Im letzten Teil werden Vorhalte gemacht und sonst versucht, Widersprüche der Aussage zu Beweismitteln und anderen Aussagen zu klären. In der Vernehmungspraxis geschulte Vernehmungsbeamte stellen im Vernehmungsraum Fragen, um ihre Wissenslücken schließen zu können und den Tathergang zu ermitteln. Durch eine Suggestivfrage erweckt der Fragesteller den Anschein, dass ein Umstand wie in der Frage unterstellt und nicht anders eingetreten ist. Suggestivfragen sind dann problematisch, wenn der Befragte auf die hierin enthaltene Suggestion eingeht. Seine Antwort hat nur bei der so genannten Überhangantwort Beweiswert, also alles, was über die Vorgabe der Suggestivfrage hinausgeht. Ein Vorhalt ist kein Beweismittel, sondern ein bloßer Vernehmungsbehelf, der durch das Verbot, ein ihm zugrunde liegendes Schriftstück als Beweismittel zu benutzen, nicht ohne weiteres unzulässig wird. Vernehmungsbeamte können als taktisches Mittel auch Behauptungen aufstellen, um Antworten zu provozieren. Sie beobachten außerdem das Verhalten (Mimik, Gestik) der Befragten. Ein Kreuzverhör gemäß § 239 StPO ist nur bei der Vernehmung derjenigen Zeugen und Sachverständigen statthaft, die von der Staatsanwaltschaft oder vom Angeklagten hierfür benannt sind und wenn bei der Verhandlung ein Verteidiger mitwirkt. Das Kreuzverhör beginnt mit der Befragung des Antragstellers und endet mit der Vernehmung durch die Gegenseite, es schließt die Anwendung des § 69 Abs. 1 StPO aus. Damit ist das Kreuzverhör eher ein Wechselverhör und nicht mit seiner US-amerikanischen Form vergleichbar.
Befragungen aller Art im Ordnungswidrigkeiten- und Strafverfahren sind von anderen Beteiligten (Beschuldigte, Zeugen) getrennt durchzuführen, um eine eigenständige und somit unmanipulierte Aussage zu erhalten. Bei widersprüchlichen Aussagen von Beschuldigten kann eine gemeinsame Vernehmung der Personen zur Ermittlung der Wahrheit führen. Vernehmungen sollten zeitnah zur Tatzeit erfolgen, damit keine Erinnerungslücken entstehen und das Ergebnis für weitere Ermittlungen zur Verfügung steht.
Für Beschuldigte, die der deutschen Sprache nicht mächtig oder hör- oder sprachbehindert sind, ist ein Übersetzer oder Gebärdensprachdolmetscher heranzuziehen (§ 187 GVG, § 163a Abs. 5 StPO). Für Vernehmungen ist in vielen Polizeidienststellen ein Vernehmungsraum eingerichtet, in dem ungestört gearbeitet werden kann. In besonderen Fällen, z. B. beim sexuellen Missbrauch von Kindern, werden oft Vernehmungsspielzimmer mit Videoaufzeichnung vorgehalten. Einige Zimmer, vor allem in Nordamerika, sind mit einem Venezianischen Spiegel versehen, um die Reaktionen des Vernommenen ungestört beobachten zu können.
Zum Begriff der Vernehmung im Sinne der StPO gehört, dass der Vernehmende der Auskunftsperson (also dem Beschuldigten, dem Zeugen oder dem Sachverständigen) in amtlicher Funktion gegenübertritt und in dieser Eigenschaft von ihr Auskunft (eine Aussage) verlangt. Das Recht auf informationelle Selbstbestimmung ist durch die Hörfalle nicht verletzt. Danach ist eine Selbstbezichtigung des Angeklagten gegenüber einer Privatperson, die von der Polizei zur Aushorchung eingesetzt wird („Horchfalle“), verwertbar, wenn es um Aufklärung einer Straftat von erheblicher Bedeutung geht.
Die typische Verhörssituation ist damit eine Zwangskommunikation. Das bedeutet, dass zwischen Vernehmungsperson und Betroffenen offen zu Tage tritt, dass sich nicht auf „Augenhöhe“ unterhalten wird. Die aktive Gesprächsführung liegt stattdessen überwiegend beim Vernehmenden.

### Verbotene Vernehmungsmethoden
Die Freiheit der Willensentschließung und Selbstbestimmung eines Beschuldigten oder Zeugen darf nicht durch verbotene Vernehmungsmethoden wie Drohungen, Folter, Ermüdung, körperlichen Eingriff, Verabreichung von bewusstseinstrübenden Mitteln, Täuschung oder Hypnose beeinträchtigt werden (§ 136a, § 69 Abs. 3 StPO). Erlaubt ist jedenfalls das wiederholte Aufsuchen in der Wohnung oder am Arbeitsplatz, die Mitnahme zu einer Dienststelle oder wiederholte Telefongespräche.
Die Drohung mit einer unzulässigen Maßnahme und das Versprechen eines gesetzlich nicht vorgesehenen Vorteils sind ausdrücklich verboten; nicht gestattet sind auch Maßnahmen, die absehbar das Erinnerungsvermögen oder die Einsichtsfähigkeit des Beschuldigten beeinträchtigen würden. Aussagen, die unter Verletzung dieser Verbote zustande gekommen sind, dürfen auch dann nicht verwertet werden, wenn der Beschuldigte der Verwertung zustimmt (§ 136a StPO).
Der Einsatz von Lügendetektoren ist in Deutschland als Beweis im Ermittlungs- und Gerichtsverfahren unzulässig und daher kommen diese nirgends zur Anwendung. Die Gesprächsführung obliegt dem Beamten der Ermittlungsbehörde, es gibt insofern kein jederzeitiges Rederecht bzw. eine übermäßige lange Dauer. Es bleibt dem Betroffenen jedoch in jedem Fall freigestellt, sich schriftlich zu äußern (auch nachträglich, bis zum Beginn der Hauptverhandlung).
Ziel der Vernehmung seitens der Strafverfolgungsbehörde ist das Geständnis oder zumindest Hinweise, die als Ermittlungsansätze dienen. Eine besondere Methode zur Erlangung von Geständnissen ist die Reid-Methode. Diese Technik kombiniert kommunikative Manipulation mit Erkenntnissen der Psychotherapie. Durch unterschiedliche Perspektiven der Konfrontation mit dem Tatvorwurf (z. B. Verständnis suggerieren, Vorwürfe machen etc.) wird der Vernommene psychisch „weichgekocht“, wobei die verbale Bekräftigung von der Schuld des Täters im Mittelpunkt steht. Mithilfe dieses wechselhaften Beziehungsaufbaus zwischen Vernehmungsperson und Vernommenen (durch scheinbares „Mitgefühl“ einerseits und überzogene Vorwurfshaltung andererseits) soll ein Bestreiten der mutmaßlichen Tat vermieden werden. Vorformulierte „Tatalternativen“, die dem Vernommenen dauerhaft vorgelegt werden, sollen diesen in eine bestimmte Richtung drängen. Eine solche Gesprächsführung konterkariert Beschuldigtenrechte aufs höchste und hat einzig die bewusste Täuschung des Vernommenen zum Zwecke der Aussageerlangung zum Ziel. Sie wird daher – zumindest offiziell – von der deutschen Polizei verurteilt und nach deren Aussage auch nicht angewendet.
Grundsätzlich muss der Beschuldigte bzw. Betroffene gemäß § 163a Abs. 1 StPO spätestens vor Abschluss der polizeilichen Ermittlungen zur Person und Sache vernommen worden sein oder zumindest der Tatvorwurf eröffnet worden sein (z. B. auf der Vorladung).
Vernehmen darf von Seiten des Staates jeder befugte, zuständige und im Dienst befindliche Amtsträger, dessen Aufgabe die Straf- oder Ordnungswidrigkeitenverfolgung ist.

### Verwertung von Aussagen nach einem Statuswechsel
Ist eine Person als Zeuge vernommen worden und erhält später im Verfahren den Status eines Beschuldigten oder Betroffenen, so wird in der Praxis die Person entsprechend a) neu belehrt und dieses Einverständnis bei Zustimmung in einem Aktenvermerk festgehalten oder b) neu vernommen; Gleiches gilt im umgekehrten Sinne. Gerade an dieser Stelle existieren in der Praxis zahlreiche rechtliche Graubereiche, da der Übergang vom Zeugen zum Verdächtigen und schließlich zum Beschuldigten fließend sein kann. In dieses Problem kreist auch die Diskussion um die Zulässigkeit bzw. Verwertbarkeit der gewonnenen Informationen aus sog. „informatorischen Befragungen“ und „Spontanäußerungen“. Bei ersten solle es sich lediglich um Sondierungen (und nicht um gezielte Ermittlungen) handeln, so dass der Befragte nicht belehrt werden müsse. Bei der Spontanäußerung (d. h., wenn der Betroffene aus freien Stücken und anlasslos beginnt, eine Straftat zu gestehen) hingegen muss der Beamte schnellstmöglich darauf hinweisen, dass der sich Äußernde durch seine Einlassungen Gefahr läuft, sich dem Verdacht einer Straftat auszusetzen und sich selbst daher nicht weiter belasten müsse.

### Dokumentation
Vernehmungen können auf Grundlage eines interviewähnlichen Gesprächs in einer Vernehmungsniederschrift protokolliert werden, und zwar sowohl als Fließtext als auch im Frage-Antwort-Verfahren. Sie sind auf jeden Fall zu protokollieren, wobei das häufig dafür herangezogene Wortprotokoll aufgrund der Begrenztheit menschlicher Wahrnehmungs- und Erinnerungskräfte als sehr fehleranfällig einzustufen ist. Vernehmungen können auch in indirekter Rede in Vermerkform niedergeschrieben werden.
Es ist jedoch auch in manchen Polizeien und Jurisdiktionen bei geeigneten Fällen üblich, dass sich Beschuldigte bzw. Betroffene ohne des Beiseins eines Vernehmenden schriftlich äußern. In anderen Fällen kann die Vernehmung – nach Einverständnis – auf Tonträger aufgenommen oder durch den Vernehmenden protokolliert werden. Dies verflüssigt das Gespräch (weil nicht dauernd für die Protokollierung pausiert werden muss); zudem gibt es auch kriminalistische Aufschlüsse. Die Art der Vernehmung und die Art der Niederschrift obliegt dem vernehmenden Beamten im Rahmen der Gestaltungsfreiheit des Ermittlungsverfahrens.
In Ausnahmefällen können Vernehmungen auch per Videokonferenz durchgeführt werden (§ 247a StPO). In speziellen Fällen kann eine Vernehmung auch videografiert werden. Vernehmungen werden der Ermittlungsakte beigegeben. Bei sehr belastenden Ereignissen eines Geschädigten (ergo Zeuge) kann auf eine erneute Vernehmung vor Gericht verzichtet werden, wenn erschöpfende Vernehmungsergebnisse vorliegen. Diese können dann per Beschluss in die Entscheidung mit einfließen, als wären die Vernehmungen vor Gericht getätigt.

### Wahrheitsgehalt
Ein Beschuldigter, der vor Gericht, der Staatsanwaltschaft oder vor der Polizei lügt, kann dafür nur dann bestraft werden, wenn er dadurch eine Begünstigung im Sinne von § 257 StGB, das Vortäuschen einer Straftat im Sinne von § 145d StGB oder eine Falsche Verdächtigung im Sinne von § 164 StGB begeht. Äußerungen, die bloß die eigene Beteiligung an einer Straftat leugnen, sind für den Beschuldigten straflos, solange er nicht andere Personen beschuldigt. Das Recht, eine eigene Tatbeteiligung leugnen zu dürfen, ergibt sich aus dem Grundsatz der Selbstbelastungsfreiheit (lateinisch nemo tenetur se ipsum accusare). Führt die falsche Aussage zur Anordnung oder Fortdauer der Freiheitsentziehung einer anderen Person, so macht er sich der Freiheitsberaubung (§ 239 StGB) durch mittelbare Täterschaft (§ 25 Abs. 1 zweite Alternative StGB) schuldig, wenn er die Freiheitsentziehung zumindest billigend in Kauf genommen hat (vgl. Vorsatz).
Beim Beschuldigten, der wahrheitsgemäß aussagt, wirkt sich dies auf die Strafzumessung aus, insbesondere wenn er damit zur Aufklärung der Tat beiträgt, vgl. § 46 Abs. 2 StGB – Verhalten nach der Tat sowie Kronzeuge.
Sagt ein Zeuge bei einer uneidlichen Vernehmung vor Gericht falsch aus, so macht er sich einer falschen uneidlichen Aussage (§ 153 StGB) oder im Falle der Vereidigung des Verbrechens des Meineides (§ 154 StGB) strafbar. Im Falle der Vereidigung ist auch die fahrlässige Falschaussage (§ 163 StGB) strafbar. Vor der Polizei kann sich der Zeuge zwar nicht nach den beiden vorgenannten Tatbeständern, aber wegen Strafvereitelung i. S. v. § 258 StGB sowie nach den oben genannten, auch für den Beschuldigten geltenden Tatbeständen, strafbar machen. Bei einer Falschaussage vor Gericht stehen diese Tatbestände ggf. in Tateinheit. Der Zeuge darf vor Gericht auch dann, wenn er durch eine wahrheitsgemäße Aussage sich selbst oder einen Angehörigen belasten müsste, nicht lügen, darf aber in diesem Fall die Aussage verweigern (vgl. Aussageverweigerungsrecht und Zeugnisverweigerungsrecht).
Für die Wahrheitsfindung sind nicht nur bewusste Falschaussagen, sondern auch Irrtümer ein großes Problem: „Der Irrtum ist der größere Feind der Wahrheit, als die Lüge. Der Lügner will nicht die Wahrheit sagen, der Irrende kann es nicht, auch wenn er noch so sehr die Wahrheit sagen will. Den Lügner kann man mit Hilfe der Glaubwürdigkeitskriterien entlarven; den „halben“ Lügner mit geschickter Vernehmungstechnik zur Wahrheit motivieren. Beim Irrtum kann man nur mögliche Irrtumsquellen in Betracht ziehen und sie bei der Bewertung der Aussage berücksichtigen“.

## Andere Länder

### Schweiz
In der Schweiz heißt die Vernehmung „Einvernahme“, wobei gemäß Art. 78 CH-StPO die Aussagen der Parteien, Zeugen, Auskunftspersonen und Sachverständigen laufend protokolliert und nach Abschluss der Einvernahme der einvernommenen Person das Protokoll vorgelesen oder ihr zum Lesen vorgelegt werden. Einvernahmen werden gemäß Art. 142 CH-StPO von der Staatsanwaltschaft, der Polizei, den Übertretungsstrafbehörden und den Gerichten durchgeführt. Bund und Kantone bestimmen, in welchem Maße Mitarbeiter dieser Behörden Einvernahmen durchführen können. Art. 157 CH-StPO sieht vor, dass die Strafbehörden die beschuldigte Person auf allen Stufen des Strafverfahrens zu den ihr vorgeworfenen Straftaten einvernehmen können. Gemäß Art. 158 CH-StPO weisen Polizei oder Staatsanwaltschaft die beschuldigte Person zu Beginn der ersten Einvernahme in einer ihr verständlichen Sprache darauf hin, dass gegen sie ein Vorverfahren eingeleitet worden ist, welche Straftaten Gegenstand des Verfahrens bilden, und dass sie vom Aussageverweigerungsrecht Gebrauch machen kann. Zeugnisfähig ist nach Art. 163 CH-StPO eine Person, die älter als 15 Jahre und hinsichtlich des Gegenstands der Einvernahme urteilsfähig ist. Die einvernehmende Behörde befragt die Zeugen zu Beginn der ersten Einvernahme gemäß Art. 177 CH-StPO über ihre Beziehungen zu den Parteien sowie zu weiteren Umständen, die für ihre Glaubwürdigkeit von Bedeutung sein können.

### Österreich
Die österreichische Strafprozeßordnung 1975 (ÖStPO) regelt die Vernehmung ab § 164 ÖStPO. Danach hat der Beschuldigte das Recht, seiner Vernehmung einen Verteidiger beizuziehen. Nimmt er dieses Recht in Anspruch, so ist die Vernehmung bis zum Eintreffen des Verteidigers aufzuschieben, es sei denn, dass damit eine unangemessene Verlängerung der Anhaltung verbunden wäre. Der Verteidiger darf sich an der Vernehmung selbst auf keine Weise beteiligen, jedoch nach deren Abschluss oder nach thematisch zusammenhängenden Abschnitten Fragen an den Beschuldigten richten und Erklärungen abgeben. Über die Beantwortung einzelner Fragen darf sich jedoch der Beschuldigte nicht mit dem Verteidiger beraten. Von der Beiziehung eines Verteidigers darf nur abgesehen werden, soweit dies aufgrund besonderer Umstände unbedingt erforderlich erscheint, um durch eine sofortige Vernehmung oder andere unverzügliche Ermittlungen eine erhebliche Gefahr für die Ermittlungen oder eine Beeinträchtigung von Beweismitteln abzuwenden. In diesem Fall ist dem Beschuldigten sogleich oder innerhalb von 24 Stunden eine Anordnung der Staatsanwaltschaft oder eine schriftliche Begründung der Kriminalpolizei für diese Beschränkung zuzustellen und nach Möglichkeit eine Ton- oder Bildaufnahme anzufertigen. Während der Vernehmung dürfen weder Versprechungen oder Vorspiegelungen noch Drohungen oder Zwangsmittel angewendet werden, um den Beschuldigten zu einem Geständnis oder zu anderen Angaben zu bewegen. Die Freiheit seiner Willensentschließung sowie sein Erinnerungsvermögen und seine Einsichtsfähigkeit dürfen durch keinerlei Maßnahmen oder gar Eingriffe in seine körperliche Integrität beeinträchtigt werden. Dem Beschuldigten gestellte Fragen müssen deutlich und klar verständlich und dürfen nicht unbestimmt, mehrdeutig oder verfänglich sein. Fragen, mit denen ihm Umstände vorgehalten werden, die erst durch seine Antwort festgestellt werden sollen, dürfen nur dann gestellt werden, wenn dies zum Verständnis des Zusammenhanges erforderlich ist; solche Fragen und die darauf gegebenen Antworten sind wörtlich zu protokollieren. Fragen, die eine vom Beschuldigten nicht zugestandene Tatsache als bereits zugestanden behandeln, sind nicht zulässig.
Sonderfall ist die seit 1993 zulässige kontradiktorische Vernehmung des Beschuldigten oder eines Zeugen gemäß § 165 ÖStPO. Sie kommt in Betracht, wenn zu besorgen ist, dass die Vernehmung in der Hauptverhandlung aus tatsächlichen oder rechtlichen Gründen nicht möglich sein werde (§ 165 Abs. 1 ÖStPO). Das kann beispielsweise der Fall sein, wenn ein Zeuge seinen Wohnsitz im weit entfernten Ausland hat und nicht ohne weiteres zur Hauptverhandlung anreisen kann oder an einer fortschreitenden schweren Krankheit leidet. Um dem Zeugen eine Begegnung mit dem Beschuldigten und anderen Verfahrensbeteiligten zu ersparen, etwa für Opfer von Sexualdelikten oder um die Beeinflussung minderjähriger Zeugen zu verhindern, kann die richterliche Vernehmung auf Video aufgezeichnet und den übrigen Beteiligten in einen separaten Nebenraum übertragen werden. Eventuelle Fragen werden dabei über den Richter an den Zeugen übermittelt ohne persönlichen Kontakt zu der fragenden Person. Die kontradiktorische Vernehmung findet auf Antrag der Staatsanwaltschaft nach den für die Hauptverhandlung geltenden Bestimmungen statt. Es findet keine einseitige Vernehmung durch die Strafverfolgungsbehörde statt, sondern es können sich die Staatsanwaltschaft, der Beschuldigte, das Opfer, eventuelle Privatbeteiligte und deren Vertreter beteiligen und Fragen sowie gegensätzliche (kontradiktorische) Anträge stellen. Das Vernehmungsprotokoll sowie Ton- oder Bildaufnahmen der Vernehmung können in der Hauptverhandlung verlesen bzw. vorgeführt werden. Insofern stellt die kontradiktorische Vernehmung eine Ausnahme von dem Grundsatz der Mündlichkeit und Unmittelbarkeit der Beweisaufnahme dar.

### Vereinigte Staaten
In den USA ist die Parteivernehmung (englisch party witness testimony) erzwingbar. Die Hauptvernehmung (englisch direct examination) erfolgt durch den Rechtsanwalt des Beweisführers, der zunächst die eigenen Zeugen vernimmt. Suggestivfragen (englisch leading questions) sind dabei verboten (Rule 611c Federal Rules of Evidence FRE), denn sie geben die Antworten vor. Das amerikanische Kreuzverhör (englisch cross examination) nach Rule 611b FRE besitzt einen stark konfrontativen Charakter und dient dazu, die unzulässige Zeugenvorbereitung aufzudecken und die Glaubwürdigkeit der gegnerischen Zeugen zu erschüttern. Anders als das deutsche Kreuzverhör ist das amerikanische Kreuzverhör ein Gegenverhör, ein Element des der Wahrheitsfindung dienenden Konfrontationsrechts.
Der Einsatz von in den USA verbotenen erweiterten oder verschärften Verhörmethoden (englisch enhanced interrogation techniques) wie das Waterboarding in den Gefangenenlagern von Abu-Ghuraib oder Guantanamo ist Gegenstand vielfältiger öffentlicher Kritik.